# Altiport de Corlier
L’altiport de Corlier (code OACI : LFJD) est un altiport agréé à usage restreint, situé à 1,1 km au nord-nord-ouest de Corlier dans l’Ain (région Auvergne-Rhône-Alpes, France).
Il est utilisé pour la pratique d’activités de loisirs et de tourisme (aviation légère).

## Historique
La réalisation de l’altiport était initialement prévue sur la commune d’Hauteville-Lompnes. La construction de l’altiport a en fait été réalisée sur la commune de Corlier qui comptait à cette époque 76 habitants.
- Avril 1992 : L’aéroclub du Haut-Bugey écrit au maire de la commune de Corlier une demande de création d’un altiport.
- 18 septembre 1992 : Le Conseil municipal de Corlier accepte de créer l’altiport
- 7 juillet 1993 : La commune demande le concours d’un service technique de l’état pour l’étude du projet.
- 6 janvier 1994 : Avis favorable pour la construction de l’altiport d’après l’enquête publique.
- 31 mars 1994 : L’Aviation générale de l’Aviation civile donne aussi son accord.
- Avril 1996 : Début des travaux de terrassement.
- Septembre 1997 : Arrivée de la Caravelle transférée de Perpignan. Elle sert de House club. Une idée originale qui fait la particularité de l’altiport.
- 12/13 septembre 1997 : Inauguration de l’altiport.
- Arrêté du 26 juin 1998 : Au journal officiel portant agrément à usage restreint et mise en service d’un aérodrome.
- 8 juillet 1998 : Ouverture de l’altiport.

## Installations
L’altiport dispose d’une piste en herbe orientée est-ouest (12/30), longue de 333 mètres et large de 40. Son altitude est de 798 mètres (2 619 ft) au seuil et de 844 mètres (2 770 ft) au sommet. La pente moyenne est de 15,7 %.
L’altiport n’est pas contrôlé. Les communications s’effectuent en auto-information sur la fréquence de 130,000 MHz.

## Activités
- Aéroclub du Haut-Bugey